# Urbano García Alonso
Urbano García Alonso (Plasencia (Cáceres) 13 de febrero de 1965) es un periodista español.

## Biografía
Es licenciado en Ciencias de la Información por la Universidad Complutense de Madrid. Durante la carrera, realizó prácticas en  El Periódico de Extremadura y en la COPE, en Cáceres. En los dos últimos años de la carrera trabajó en Radiocadena Española (la actual RNE).
En mayo de 1989, se presentó a las oposiciones de TVE y, en septiembre de ese mismo año, comenzó a trabajar en esta. Empezó como redactor, y más tarde fue ejerciendo diferentes cargos, como el de presentador. Participó, principalmente, en los informativos regionales pero también ha colaborado en programas de música, de agricultura y de deportes.
En 1991, ejerció el puesto de jefe de informativos durante ese mismo año.
En 1996, fue nombrado director de TVE Extremadura y permaneció en ese cargo hasta el año 2002.
Entre 2008 y 2011, hizo un paréntesis en TVE y comenzó a trabajar en Canal Extremadura Televisión. Allí, ocupó puestos como el de jefe de deportes y planificación, y también en la presentación y dirección de programas como "Todo DXT" o "Zona Champions".
Cuando termina la etapa en Canal Extremadura Televisión, vuelve a TVE como redactor y presentador de los informativos.
Desde octubre del 2012 al 19 de octubre de 2017 ocupó, de nuevo, la Dirección de RTVE Extremadura.
Desde el 20 de octubre de 2017 y hasta el 7 de julio de 2021 es director general de la Corporación Extremeña de Medios Audiovisuales (CEXMA), cargo para el que fue propuesto por el Consejo de Gobierno de la
Junta de Extremadura y elegido por la Asamblea de Extremadura por 54 votos a favor y 5 en contra.
Actualmente reside en Mérida.